# MOX燃料
MOX燃料（モックスねんりょう）とは混合酸化物燃料の略称であり、原子炉の使用済み核燃料中に1%程度含まれるプルトニウムを再処理により取り出し、二酸化プルトニウム（PuO2）と二酸化ウラン（UO2）とを混ぜてプルトニウム濃度を4-9%に高めた核燃料である。主として高速増殖炉の燃料に用いられるが、既存の軽水炉用燃料ペレットと同一の形状に加工し、適切な核設計を行ったうえで適切な位置に配置することにより、軽水炉のウラン燃料の代替として用いることができる。これをプルサーマル利用と呼ぶ。MOXとは（Mixed OXide 「混合された酸化物」の意）の頭文字を採ったものである。

## 概要
ウランを使用した原子炉では、ウラン235などのウラン同位体の核分裂と、主にウラン238による中性子捕獲による新たな重い同位体が形成されている。原子炉の燃料質量のほとんどはウラン238であり、中性子捕獲と2回のベータ崩壊により、ウラン238はプルトニウム239となる。これが、さらに中性子を捕獲し、プルトニウム240、プルトニウム241、プルトニウム242、さらにベータ崩壊した後に、その他の超ウラン核種やアクチノイド核種になる。プルトニウム239とプルトニウム241は、ウラン235と同様に核分裂する。少量のウラン236、ネプツニウム237、プルトニウム238も同様にウラン235から生成される。
燃料は数年ごとに交換されるため、プルトニウム239のほとんどは原子炉内で消費される。プルトニウム239の振る舞いはウラン235と同様だが、核分裂の断面積がやや大きく、核分裂によって同程度のエネルギーを放出する。通常、原子炉から排出される使用済み燃料の約1％がプルトニウムで、そのうちの約3分の2がプルトニウム239である。こうして世界では、毎年100トン近くの使用済み燃料中のプルトニウムが発生している。プルトニウムを1回リサイクル（プルサーマル）すると、元のウランから得られるエネルギーは約12％増加し、さらにウラン235を再濃縮してリサイクルすると約20％増加する。さらにリサイクルを重ねると、核分裂性（通常は奇数中性子数を意味する）の核種の割合が減少し、偶数中性子数の中性子吸収性の核種が増加するため、プルトニウムや濃縮ウランの割合を増やす必要がある。現在の熱中性子炉では、プルトニウムはMOX燃料として一度だけリサイクルされ、マイナーアクチノイド（プルトニウム以外のアクチノイド）やプルトニウム同位体の割合が高い使用済みMOX燃料は高レベル放射性廃棄物として保管されている。
MOX燃料を使用すると原子炉の運転特性が変化するため、既存の原子炉にMOX燃料を導入するには、制御棒の数を増やすなど、原子炉の新たな設計や改造が必要となる。多くの場合、燃料の3分の1から半分をMOXに入れ替えて運転されるが、50％以上のMOXを使用する場合は、大幅な設計変更が必要となり、それに合わせて原子炉を設計せねばならない。100％MOXに対応できる炉心の例として、アメリカのアリゾナ州フェニックス近郊にあるパロベルデ原子力発電所に導入されている「システム80」という原子炉が挙げられるが、これまで実際には通常の低濃縮ウランで運転してきており、100％MOXでの運転を行っていない。理論的には、パロベルデの3基の原子炉は、年間7基の従来型燃料の原子炉から発生するMOXを使用することができ、新しいウラン燃料は必要なくなるとされる。
熱中性子炉からの使用済みMOX燃料に含まれる未燃プルトニウムの含有量は大きく、初期プルトニウム装荷量の50％以上である。しかし、MOXの燃焼では、核分裂性（奇数番号）と非核分裂性（偶数番号）の同位体の比率が、燃焼度に応じて約65％から20％に低下する。このため、核分裂性同位体を回収することは困難であり、バルクのプルトニウムを回収するには、第二世代のMOXに含まれるプルトニウムの割合が非常に高くなり、実用的ではなくなる。このような使用済み燃料は、プルトニウムのさらなる再利用（燃焼）のための再処理を妨げる要因となっている。なお、2回使用済みMOXの定期的な再処理は、硝酸に対する酸化プルトニウムの溶解度が低いため困難であり、2015年時点では、2回リサイクルされた高燃焼度燃料の商業的実証の例は1例に限られている。

## 特徴

### 利点
普通のウラン核燃料と比べ高出力である。クリープ速度が速いため、PCMI（核燃料と被覆管の間の相互作用）の影響も緩和される。使用済み核燃料から再処理・群分離でプルトニウムを含む超長半減期核種を分別抽出し、MOX燃料として燃焼させてしまえば比較的半減期の短い核分裂生成物に変換できる。もしプルトニウムを抽出せず埋没処分をするワンススルーにするならば、使用済み核燃料は数万年にわたる管理が必要となる。プルトニウムを消滅させつつエネルギーを取り出す手段として、プルトニウムと劣化ウランの混合焼結燃料が考案された。また、ロシアでは解体した核兵器から取り出したプルトニウムをMOX燃料に加工して高速炉で燃焼させることで処分しており、日本も協力している。

### 問題点

#### 作業員への被ばくの危険性
新品のウラン燃料に比べ放射能が強い（特にアルファ線、中性子線が著しく強い）ため、燃料の製造については遠隔操作化を行い、作業員の被曝防止に十分配慮して行う必要がある。

#### 再処理の困難
二酸化ウラン中に二酸化プルトニウムを混ぜることによって燃料体の融点が上がるが、一方で熱伝導率が下がるため燃料温度が上がりやすくなり、炉心溶融の危険性が高くなる（酸化物燃料ではなくプルトニウム・ウラン窒化物燃料にすれば熱伝導率はウラン酸化物燃料と比べても大幅に改善する）。また、核分裂生成物に占める貴金属の割合が多くなり、またプルトニウム自体もウランより硝酸に溶解しにくいため、再処理が難しくなる。

#### 管理の問題
ガス状核分裂生成物（キセノン、クリプトン等）とアルファ粒子（ヘリウム原子核）の放出が多いため、燃料棒内の圧力が高くなる。性質の違うウランとプルトニウムをできる限り均一に混ぜるべきであるが、どうしてもプルトニウムスポット（プルトニウム濃度が高い部分）が生じてしまう。国は基準を設けて制限しているが、使用するペレット自体を検査して確認することはできない。

## 各国での利用
MOX燃料集合体は1960年代からベルギー、アメリカ、ドイツ、イタリア、オランダ、スウェーデン、フランス、スイス、日本、インドの原子力発電所で装荷された。
| 国名         | 装荷実施時期             | 備考 |
| ------------ | ------------------------ | --- |
| ベルギー     | 1963年～                 | 2019年現在、デッセルにあるFBFCインターナショナル社のプラントでPWR用燃料とMOX燃料の組み立てが行われている。 |
| アメリカ     | 1965年～1985年           | 国内再処理についてはカーター政権が核不拡散の観点から無期延期とし、レーガン政権で解除されたものの再処理に参入する企業はなくプルサーマルも行われなかった。 |
| ドイツ       | 1966年～                 | 1990年代半ばまで国内でのクローズドサイクルの実現を目指していたが、コストの高騰や反対運動があり、バッカースドルフ再処理施設やハナウMOX燃料加工プラントの計画が相次いで中止となった。2019年現在、ドイツ国内にウラン転換施設はないが、濃縮はグローナウにあるウレンコ社のプラントで濃縮、リンゲンにあるANF社のプラントで軽水炉用燃料加工が実施されている。 |
| イタリア     | 1968年～1982年           | 1987年の国民投票後に原子力発電が全廃されたが、国内に貯蔵された使用済核燃料の再処理契約をフランスのAREVA社（現在のオラノ社）と結びフランス国内で再処理が行われている。 |
| オランダ     | 1971年～1993年，2014年～ | 2011年にボルセラ原子力発電所がMOX燃料装荷の許可を取得し、2014年からMOX燃料の装荷が実施されている。 |
| フランス     | 1974年～                 | 国が株式の大半を所有するオラノ社がウランの資源調達から再処理まで行っておりクローズド燃料サイクル政策が採用されている。 |
| スウェーデン | 1974年～1979年           | |
| スイス       | 1978年～                 | 2005年の原子力法により2006年7月から10年間再処理が凍結されたが、福島第一原子力発電所事故により政策が転換され、2018年の改正原子力法により再処理が禁止された。国内に再処理工場はなくイギリスやフランスに再処理を委託しており、既契約分は2014年末までに全て再処理され、MOX燃料に加工されてスイス国内の原子炉に装荷されることになっている。                 |
| インド       | 1994年～                 | バーバ原子力研究センター（BARC）の各地の再処理プラントでPHWR使用済燃料の再処理が行われている。 |

## 日本での搭載実施状況

### 新型転換炉への搭載
- ふげん（実験を終了し、現在は廃炉）

### 高速増殖炉への搭載
- 常陽（実験炉）
- もんじゅ（原型炉）

### 軽水炉への搭載
既存の熱中性子炉を使用することができる。軽水炉で濃縮ウランの代わりにMOX燃料を使用する。

#### 試験運転が実施された軽水炉
1986年-1995年にかけて、少数のMOX燃料を使用して、健全性を確認する試験運転が実施された。 
- 日本原子力発電（株）敦賀原子力発電所1号機
- 関西電力（株）美浜原子力発電所1号機

#### 本格運転が実施された軽水炉
- 東京電力（株）福島第一原子力発電所3号機-2010年10月26日より営業運転[8]していたが、2011年3月11日発生の東北地方太平洋沖地震に伴い停止。爆発事故により廃炉決定。
- 九州電力（株）玄海原子力発電所3号機　国内の軽水炉としては初めて装荷（2009年10月15日）。
- 中部電力（株）浜岡原子力発電所4号機（静岡県御前崎市）。
- 四国電力（株）伊方原子力発電所3号機（愛媛県伊方町）。国内で2番目（2010年2月12日）に装荷完了。
- 北海道電力（株）泊原子力発電所3号機
- 関西電力（株）高浜原子力発電所3号機および4号機

#### 搭載が計画されている軽水炉
- 東北電力（株）女川原子力発電所3号機
- 電源開発（株）大間原子力発電所。商業炉としては世界初となるフルMOX装荷が可能な炉心を計画している。